# 鲍尔 (内布拉斯加州)
鮑威爾（英語：Bower）是一座位於美國內布拉斯加州傑斐遜縣的鬼鎮。
坐落於鮑威爾的一座郵政局于1870年建成（直至1901年停止運營）。1872年更名爲鮑威爾，以拓荒者鮑威爾家族命名。